# Kulturní park (Valparaíso)

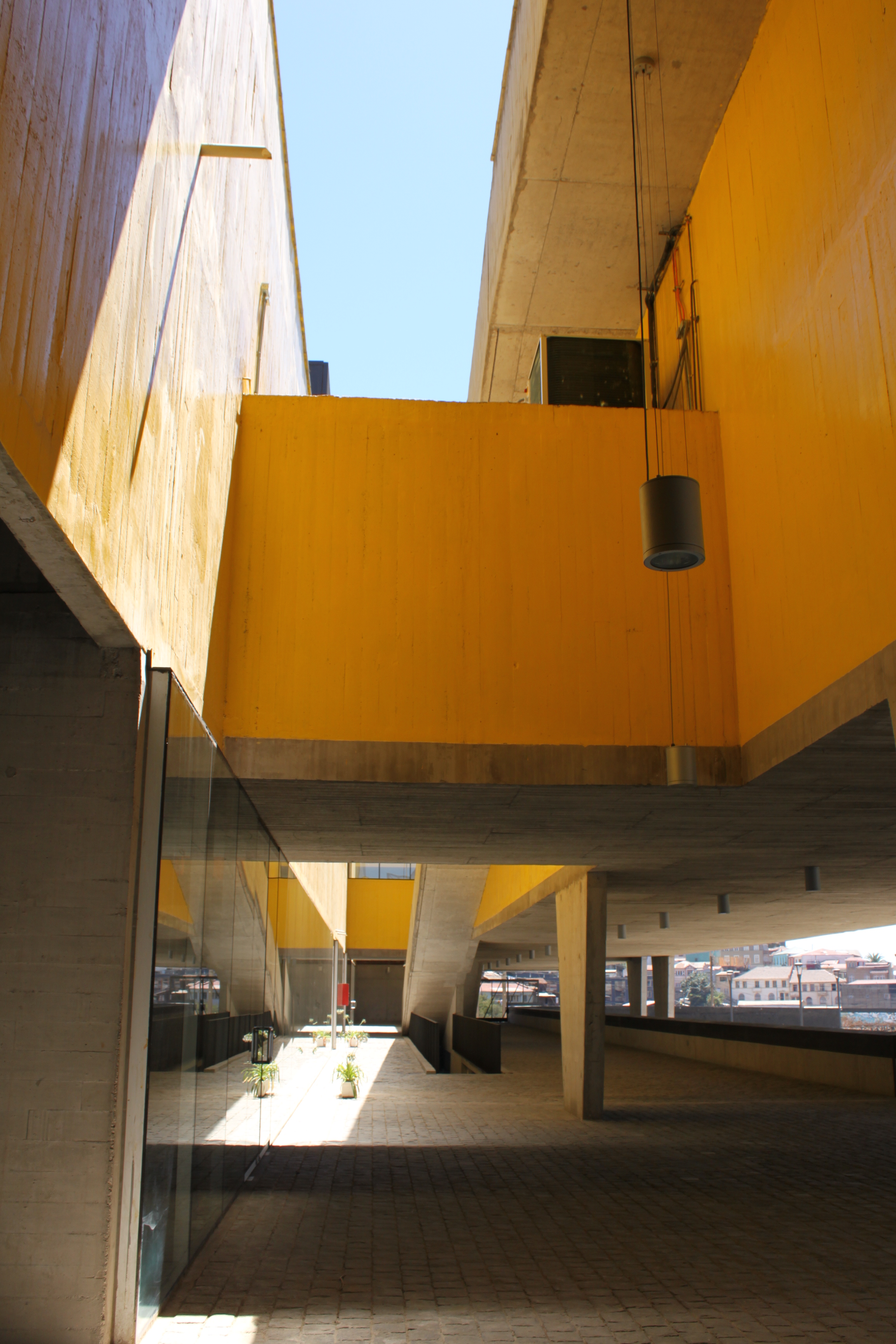
Interiér nové budovy kulturního parku ve Valparaísu

Kulturní park Parque Cultural de Valparaíso (nazývaný také Parque Cultural Ex Cárcel) je multifunkční prostor ve Valparaísu. Vznikl na pozemcích a v budovách bývalé věznice tohoto chilského přístavního města v letech 2010–2011. Nachází se na nejvyšším bodě kopcovitého terénu nad přístavem.

## Historie
Na tomto strategickém místě vybudovali Španělé při kolonizaci země nejprve planinu a poté vystavěli tvrz. Ta byla později přestavěna na nechvalně známou věznici, ve které byli za éry generála Pinocheta násilně drženi političtí vězni. Od roku 1999 bylo místo opuštěné a chátralo.

## Popis areálu
Město Valparaíso dlouho hledalo pro tyto prostory možnosti jejich znovuoživení a využití pro kulturní a společenské potřeby veřejnosti. Z architektonické soutěže, do které se přihlásilo 120 účastníků, byl vybrán pro realizaci návrh čtyř mladých chilských architektů ze společnosti HLPS Arquitectos (Jonathan Holmes, Martin Labbé, Carolina Portugueis, Osvaldo Spichiger). Jejich návrh zvítězil hlavně proto, že ponechal v maximální míře hradbami ohraničený, nezastavěný, otevřený prostor, který se terénními úpravami proměnil v park s travnatými plochami a záhony místní vegetace. Podmínkou zadání bylo zachování exteriéru vězeňské budovy s původní dispozicí oken s mřížemi, koloniální vily a hlavně historické budovy bývalé zbrojnice, která je koloniální kulturní památkou. Architekti vítězného projektu navrhli pouze jednu multifunkční novostavbu, kterou umístili v rohu pozemku, kde zabírá jen malý prostor a plní zároveň funkci vstupu do areálu. Všechny další konstrukce, vestavěné do stávajících budov, pak byly navrženy s ohledem na možné seismické zatížení v dané oblasti.

### Budova kreativního centra

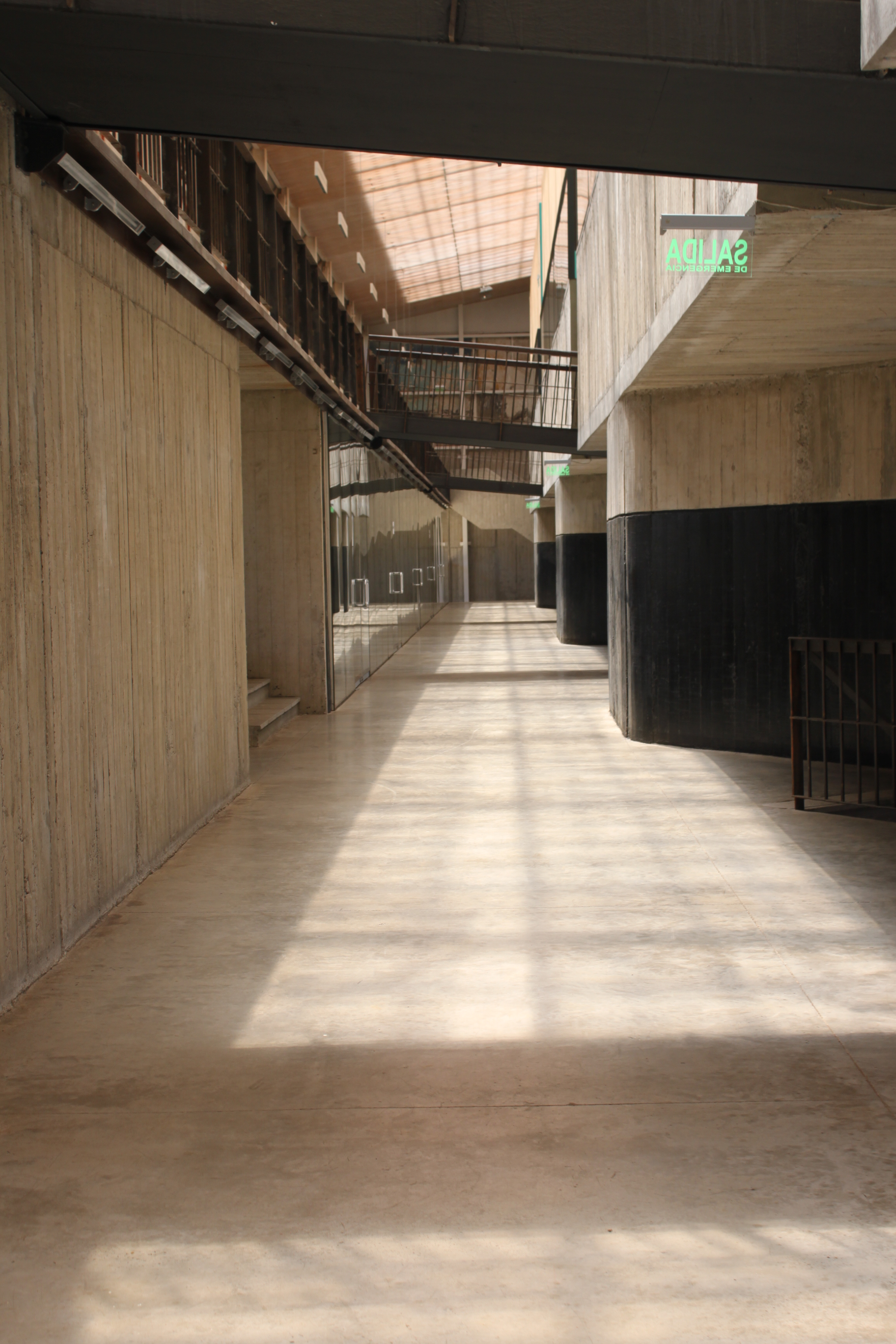
Zrekonstruovaná budova kreativního centra

Původní, dlouhý, třípodlažní blok vězeňských cel je umístěný rovnoběžně s východní zdí parku. Po odstrojení budovy zbyly pouze obvodové zdi bez střechy. Vnitřní stěny byly plné kreseb, maleb a plakátů, které tam zůstaly po bývalých vězních. Do budovy byl vložen silný ocelový rám, který zároveň nese střešní konstrukci střechy, prosklené v celé délce. Původní okna s mřížemi zůstala zachována a světlo je do objektu přiváděno střešními světlíky. Ocelový rám nese též železobetonové desky, které tvoří vnitřní stěny budovy. V přízemí vzniklo sedm nových studií nepravidelného tvaru, které slouží pro kreativní činnosti tanečníků, zpěváků, hudebníků a dalších umělců. Pro ztužení konstrukce je překrývá dlouhý ocelový tubus čtvercového průřezu. Točitým schodištěm z přízemí je vchod do dalších dvou pater, kde jsou umístěny ateliéry a další spolkové prostory. Místo vězeňských chodeb se strážními stanovišti vznikly ochozy, ze kterých se vchází do jednotlivých místností. V přízemní hale, kterou se vchází do budovy, je na straně obrácené do parku zřízeno muzeum místní historie. Ke spojení původní fasády s novými ocelovými rámy, konstrukcemi stěn a střechy byly použity speciální kotvy, přenášející zatížení.

### Administrativní budova
Ocelové trámy a sloupy byly též použity při rekonstrukci jednopodlažní cihlové koloniální vily stojící v rohu areálu, poblíž bývalé věznice, která bývala důstojnickou ubytovnou. Původní nosné betonové prvky byly odstraněny a nahrazeny ocelovými konstrukcemi. Stavba slouží jako administrativní budova pro zaměstnance parku. Na střeše budovy bylo osazeno 12 solárních panelů, které zajišťují teplou vodu pro sousední budovu kreativního centra.

### Muzeum
Nejcitlivěji musela být rekonstruována budova bývalé zbrojnice z roku 1880, která je památkově chráněná. K zesílení stavby byly opět použity ocelové rámy a též nový betonový portál. Všechny původní prvky byly za účasti archeologů a restaurátorů demontovány, zrestaurovány a vráceny zpět na místo. Budova, obklopená travnatou plochou a parkem s magnoliemi a palmami, slouží jako muzeum.

### Nová budova multifunkčního centra

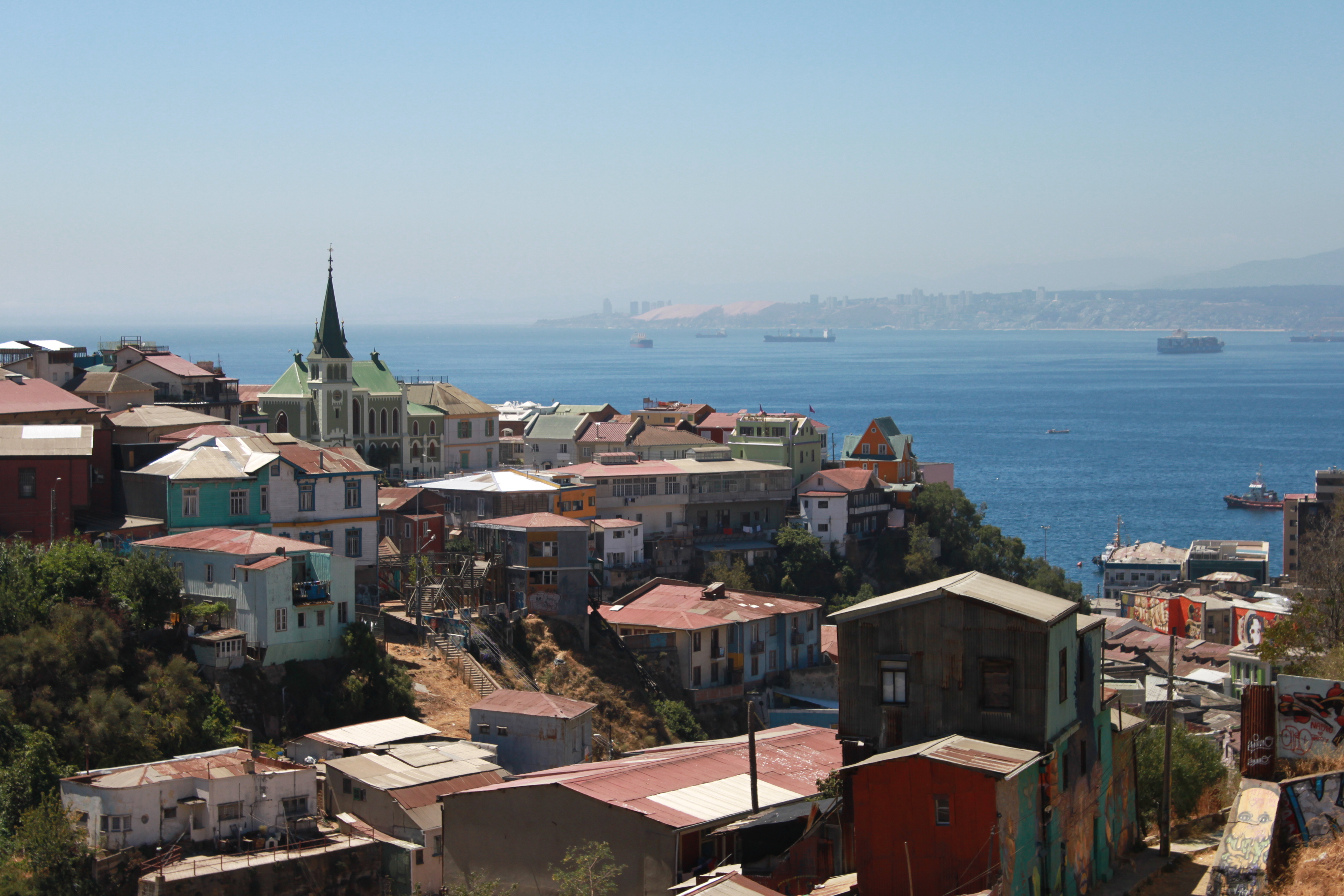
Pohled na Valparaíso ze střechy nové budovy kulturního parku

Jedinou novostavbou v areálu kulturního parku je budova multifunkčního centra. Jedná se o betonovou skeletovou konstrukci lichoběžníkového půdorysu umístěnou v rohu pozemku a obklopenou ze tří stran obvodovými zdmi parku.
Kratší strana budovy je zapuštěna pod úroveň terénu, delší strana s portikem je obrácená směrem do parku. V budově je soustředěno mnoho kulturních a společenských zařízení a slouží také jako vstup do areálu. Nachází se zde velký divadelní sál, taneční sál, restaurace, knihovna, mediatéka aj. Divadelní sál je umístěn v podzemní části budovy, k němu přiléhá tubus, který je na jedné delší straně vyložen a ukotven v několika podpěrách trojúhelníkového tvaru. Vytváří tak sloupovou halu otevřenou směrem do parku. Na rovné střeše budovy je terasa o rozloze 1600m², která poskytuje výhled přes celý park až k přístavu a na okolní městskou zástavbu.